# Кастиљоне (Асти)
Кастиљоне (итал. Castiglione) је насеље у Италији у округу Асти, региону Пијемонт.
Према процени из 2011. у насељу је живело 306 становника. Насеље се налази на надморској висини од 202 м.